# The Dollyrots (альбом)
«The Dollyrots» — однойменний студійний альбом «The Dollyrots», виданий 18 вересня 2012 року під лейблом «Arrested Youth Records». Гурт використав кампанію Kickstarter по збору коштів на запис і випуск альбому. Їх первісною метою було залучити 7,500 доларів, але вони в підсумку принесли понад $33,000. До альбому увійшли сингли: «Hyperactive» та «Satellite». Кліпи були відзняті до пісень «Hyperactive», «Satellite» та «Twist Me to the Left». Пісні з цього альбому також відносять до «школи Ramones» (англ. the Ramones school of songwriting). Загалом пісні втілюють риси швидкого виду інді-року, який дуже схожий на поп-панк. Особливо це помітно у «Hyperactive». А приспів «Satellite» нагадує колишній сингл «Because I'm Awesome» 2007 року. До альбому також була включена нова версія синглу «Because I'm Awesome». Також мелодія пісні «Satellite» дуже схожа на Smells Like Teen Spirit, оскільки за даними на сторінці facebook гурт Nirvana був одним з колективів, які вплинули на творчість на творчість Келлі Огден.

## Список композицій
1. «Starting Over» 0:55
2. «I Wanna Go» 3:11
3. «Hyperactive» 2:33
4. «Satellite» 3:17
5. «Twist Me to the Left» 2:39
6. «Time Will Stop» 3:49
7. «So Wrong It's Right» 2:55
8. «F U Famous» 3:03
9. «Pretty on the Outside» 2:54
10. «South of the Border» 3:32
11. «After 2012» 2:54
12. «Starting Over Again» 2:49
13. «Because I'm Awesome» (2012) 3:24